# Statečné srdce (Dr. House)
Statečné srdce (v anglickém originále Brave Heart) je šestá epizoda z šesté řady amerického lékařského dramatu Dr. House.

## Děj
Policista Donny Compson a jeho parťák honí muže, který jim neustále uniká pomocí technik parkouru a nakonec uteče na střechu. Donny se pokouší skočit z budovy na budovu při pronásledování, ale padá k zemi. 
V nemocnici Donny prozradí, že jeho pradědeček, dědeček i jeho otec zemřeli na záhadnou srdeční chorobu krátce po dosažení věku 40 let. To vede tým k vyšetřování, přestože House trvá na tom, že je to pouze náhoda. Chase a Foreman začínají provádět řadu testů, aby vyhledali genetická onemocnění u jeho předků, ale nic nenašli. House nakonec oklame pacienta, aby věřil, že má imaginární nemoc (Ortolliho syndrom), a propustí ho poté, co mu dal mentolky jako „léčbu“ pro svou nemoc. O pár hodin později však Foreman Houseovi řekne, že Donny náhle zemřel při praní. 
Pacient během pitvy krvácí a najednou se probudí, očividně naživu, což vede tým k převzetí případu a pokusu se najít důvod pro jeho nemoc a „zázračné“ vzkříšení. House nakonec případ vyřeší, přičemž řešení spočívá v tom, že pacient měl v mozkovém kmeni nitrolebeční vakovité aneurysma, které vyvíjelo tlak na různé nervy, což vede k pacientovým symptomům, včetně „zastavení“ jeho srdce. 

### Vedlejší dějová linie
Vedlejší dějová line zahrnuje House, jak slyší šeptání na zvláštních místech. Jde ale o to, že Wilson šeptá v noci své mrtvé přítelkyni Amber. Chase, který nemůže překonat smrt Dibaly, je neschopný vstoupit na JIP. Na Housův pokyn Chase konečně požádá kněze o pomoc, který mu řekne, že by bylo správné se na něj obrátit. Chase ignoruje radu kněze a pokouší se zbavit potíží alkoholem. Cameronová telefonuje na policii, zatímco Chase přichází, a odchází sama, když jí Chase stále neřekne důvod svého podivného chování. 
Na samém konci, House mluví se svým otcem o zaměření na špatnou věc a pak křičí na Wilsona, o kterém ví, že poslouchá na druhé straně zdi. Wilson odpovídá své mrtvé přítelkyni: „vidíš, opravdu se zlepšuje“. 

## Hudba
- Set Me Free autor: Monotonix
- Faithfully Remain autor: Ben Harper